# システム論
システム論（システムろん）とは、生命科学から機構上の知見を借り受け、数学から表記上の知見を借り受けた理論であり、それらを論理として普遍化した構想のことである。

## システム論の世代[1]
下記の分類は河本英夫の著書である、「オートポイエーシス-第三世代システム」に基づく。

### 第一世代　動的平衡系
構成要素の階層関係自体をシステムとして記述する。
一般的に「システム」という単語を聞いて想起される対象は殆ど全てがこの世代に属す。
システムを、入力と出力の流れの中で、持続的にゆらぎを解消しながら自己維持をするものとして、物理空間内に表現する。この時、システムは開放系であり、他律的に動作する。システムに対する入力と出力の関係性のみに着目し、システムの自己生成の機構はブラックボックスとして扱う。
しかし、動的平衡系においては、全体性がどのように生じるかについて何も説明できない点が問題である。
機械論と生気論,有機構成,動的平衡系,ホメオスタシス,一般システム理論,サイバネティックス,多階層関係論,ホロン,構造主義生物学,微分方程式等が該当する。社会で広く活用されている情報処理システムも、この世代に属す物が殆どである。
20世紀前半における一般システム理論やサイバネティックスの提唱以後、この概念は社会に広く応用されてきた。特に、自動制御においては(技術者が背景を意識する機会は殆ど無いが)必須の概念となっている。

### 第二世代　自己組織化
構成要素の階層関係の生成過程自体をシステムとして記述する。
入力と出力を持つシステムの自己生成のプロセス自体を、物理空間内に表現する。この時、システムは開放系であり、他律的に動作する。現在も発展途上にあり、活発に研究が続けられている。また、一般システム理論に相当する、フレームワークとなる理論も存在しない。
自己組織化によって、動的平衡系において先験的に与えられていた全体性を完全に排除することに成功した点が、動的平衡系からの大きな前進であると言える。しかし、システムが作動する領域が先験的に与えられる必要がある点が問題である。
生成プロセス,動的非平衡,自己組織化,散逸構造論,シェリングの自然哲学,シナジェティックス,階層生成,ハイパーサイクル等が該当する。

### 第三世代　オートポイエーシス
構成素が自己言及的に新たな構成素を生成する循環をシステムとして記述する。
オートポイエーシスにおいては、自己を構成する最小単位に関しては、階層関係を想起させる構成要素とは呼ばず構成素と呼ぶ。
システムを入力も出力もない構成素の産出関係の循環として表現する。この時、システムは直接的に物理空間内に表現することは出来ず、システムの動作を記述するためだけに用意された位相空間内で自己言及的に動作するように表現される。従って、システムの動作を物理的に観測することが出来ないため、閉鎖系であり、自己言及的に動作するため、自律的に動作する。生命の発生機構や、神経系の動作や、主観世界を構成する心的システムも含めて説明する。生気論や目的論を対置する必要が無い、唯一の機械論でもある。
オートポイエーシスによって、システムが作動する領域と環境を区別する境界を自律的に産出する機構が提示された点が、自己組織化からの大きな前進であると言える。
オートポイエーシスが該当する。後に他の学問分野と合わせてネオ・サイバネティックスと呼ばれる分野を形成した。
オートポイエーシスに関しては、ドイツが最も活発に研究を行っている。最先端かつ、理論構築の初期段階にあるシステム論であり、基本構想においてすら研究者の間で認識が一致していない。当然のことながら、一般システム理論に相当する、フレームワークとなる理論も存在しない。従って、オートポイエーシスの利用者自身が、過去に行われた多種多様な議論を参照した上で、基本構想を再考し、応用分野毎に理論形成を行う必要がある。
構成素が存在する物理空間と、システムが存在する位相空間の双方に渡る深い洞察を必要とされる難解な理論となっており、誤解されることが多い理論である。例えば、2000年に、日本の哲学者の河本英夫が、オートポイエーシスの基本構想の定式化において、認知系と運動系の混同に関する問題を指摘している。オートポイエーシスの起源となったハトの実験において、提唱者であるマトゥラーナが発見した、外的刺激と視神経の活動状態が対応しない問題は認知系の問題であった。しかし、マトゥラーナ自身が問題を解決するために定式化を行った、構成素を産出するプロセスは、その問題とは全く無関係な運動系としての定式化である。ここに認知系と運動系の履き違えが見られ、彼らはその誤解に未だに気付いていないと指摘している。さらに、社会学者のニクラス・ルーマンが、自身が提唱した社会システム理論に認知系としてオートポイエーシスの基本構想を導入したことも指摘している。実際に、提唱者と利用者の双方において、オートポイエーシスの基本構想に関する履き違えが起こっているのである。
日本では1995年に哲学者の河本英夫がオートポイエーシスを初めて紹介した。河本英夫は、2000年に、ウンベルト・マトゥラーナとフランシスコ・バレーラにより提唱されたオートポイエーシスの機構の問題点を指摘して機構を変更し、科学,精神,芸術が形成される過程を記述した。その後も独自の拡張を続け、医療への応用を進めて行った。
西垣通もオートポイエーシスを独自に拡張し、集合知の形成過程を論じる基礎情報学の理論体系を構築した。西垣通の基礎情報学は、個人間のコミュニケーションを構成素とする階層化されたオートポイエーシス(基礎情報学においてはHierarchical Autonomous Communication System(HACS)と呼称される)により集合知の形成過程を説明しており、ネオ・サイバネティックスの潮流を構成する学問分野の1つに数えることが出来る。2013年頃より、オートポイエーシスに立脚して、ITを万能とする論調や、続いて持て囃されるようになった汎用AIという概念に対する批判も行っている。第3次人工知能ブーム以後で期待されている技術的特異点の実現に関しても、人工知能が本質的には他律系であるため不可能であるとの結論を2016年7月20日に中公新書で，2018年4月10日には思弁的実在論を導入してより完成度を高めた形で提示した。
オートポイエーシスは、「真の自律性をコード化することは可能か？」といった観点から哲学的に様々な議論が行われている最中であるが、1974年の提唱者らの研究によれば、少なくともSCLモデルとしてコード化し、シミュレーションを行うことは可能とされている。
生命の究極の原理と目されるオートポイエーシスのコード化可能性についての議論は、社会へのAI応用が進むにつれて現実的な課題になりつつ有り、人工知能においては生命の脳の構造をコンピュータ上に複写するだけでは自律性として不十分か否か，人工生命においては、真に自律的な人工生命はソフトウェア化可能か否かという課題に関わって来ている。AI進化の先にあると喧伝されているシンギュラリティの実現についても、オートポイエーシスのコード化が不可能であることを前提に置いた批判が提出されている。